# Fängen
Fängen är en sjö i Jönköpings kommun och Vaggeryds kommun i Småland och ingår i Lagans huvudavrinningsområde. Sjön är 31,3 meter djup, har en yta på 1,88 kvadratkilometer och är belägen 201 meter över havet. Sjön avvattnas av vattendraget Lagan. Vid provfiske har bland annat abborre, braxen, gers och gädda fångats i sjön.

## Delavrinningsområde
Fängen ingår i det delavrinningsområde (638411-140592) som SMHI kallar för Utloppet av Fängen. Avrinningsområdets medelhöjd är 217 meter över havet och ytan är 12,06 kvadratkilometer. Räknas de 3 delavrinningsområdena uppströms in blir den ackumulerade arean 76,9 kvadratkilometer. Lagan som avvattnar avrinningsområdet har biflödesordning 2, vilket innebär att vattnet flödar genom totalt 2 vattendrag innan det når havet efter 215 kilometer. Delavrinningsområdet består mestadels av skog (67 procent). Avrinningsområdet har 1,89 kvadratkilometer vattenytor vilket ger avrinningsområdet en sjöprocent på 15,7 procent.

## Fisk
Vid provfiske har följande fisk fångats i sjön:
- Abborre
- Braxen
- Gärs
- Gädda
- Mört
- Siklöja